# Émile Moselly

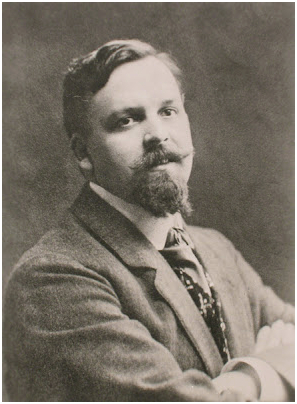
Émile Moselly

Émille Moselly es un escritor francés, ganador del premio Goncourt en 1907 con la novela Tierras de Lorena (Le Rouet d'ivoire: enfances de Lorraine). Nació en París el 12 de agosto de 1870 y falleció en Chaudeney-sur-Moselle el 2 de octubre de 1918. Era más conocido por el sobrenombre de Moselly, que adoptó de su primer libro, L'Aube franternelle, en 1902.

## Biografía
Émille nace en París, siendo su padre conserje de la Biblioteca Nacional de Francia, pero muy pronto vuelve al lugar de origen de la familia, Chaudeney-sur-Moselle, en la Lorena (Francia), donde pasará su infancia hasta 1874. Estudia en el Liceo de Nancy hasta la obtención de una diplomatura en letras (Licence) en 1891, antes de pasar a la Facultad de Letras de Lyon. Se convierte en profesor de Letras de la enseñanza pública en 1895, con 25 años, y ejerce en Montauban, Orléans (donde tuvo a Maurice Geenevoix como alumno), París y Neuilly-sur-Seine (Lycée Pasteur). Figurará, con Charles Péguy, entre los primeros autores de Cahiers de la Quinzaine (fundados por Peguy en 1901).
Autor regionalista, profundamente anclado en una Lorena rural, donde vivirá más tiempo, en la casa paterna de Chaudeney-sur-Moselle, en 1907 consigue el premio Goncourt por su obra sobre la vida rural de la región de la Lorena: Terres lorraines y Jean des Brebis ou le livre de la misère.
Murió de una crisis cardíaca entre Quimper y Lorient, el 2 de octubre de 1918, en el tren Quimper-París, a la vuelta de unas vacaciones pasadas en Lesconil. Su cuerpo se mantuvo temporalmente en Lorient antes de trasladarlo a Chaudeney-sur-Moselle, donde fue inhumado el 9 de octubre de 1919.
El Círculo de Estudios Local de Toulois (CELT) convoca cada año un premio en homenaje al escritor, para una novela que retrate la vida en Lorena.
En 2007, sus archivos fueron donados por su familia a la ciudad de Nancy, y depositados en la Biblioteca Municipal.
Es el padre del pintor y grabador Germaine Chénin-Moselly (1902 - 1950).

## Obra
- L'Aube fraternelle, 1902
- Jean des Brebis ou le livre de la misère, 1904
- Les Retours, 1906
- Terres lorraines, 1907 (Hay una traducción española en el volumen Los premios Goncourt de Novela V, de Plaza y Janés, Barcelona, 1965, donde aparece con el título Tierras de Lorena, junto a la obra de otros autores ganadores de este premio).
- Le Rouet d'ivoire : enfances lorraines, 1908
- Joson Meunier : histoire d'un paysan lorrain, 1910
- Fils de gueux, 1910
- Georges Sand, 1911
- La Houle, 1913
- Le Journal de Gottfried Mauser, 1915
- Nausicaa, 1918
- Contes de guerre pour Jean-Pierre, 1918
- Les Étudiants, 1919
- Les Grenouilles dans la mare, 1920